# 郝普
郝普（？—230年），字子太，義陽人，東漢末年三國時代先後為劉備勢力與孫權效力的將領，官至吳國廷尉。

## 生平
早年不詳。建安十九年（214年），孫權以劉備得益州而要求歸還荊州，劉備不肯。孫權派的官吏被關羽驅逐，於是孫權命呂蒙攻長沙、零陵、桂陽三郡，長沙及桂陽守將向孫權投降，只有零陵太守郝普不降。刘备、关羽率军与孙权军对峙，孙权写信命令吕蒙回救、放弃攻打零陵。呂蒙隐瞒了孙权的书信，利用郝普友人鄧玄之向郝普詐稱劉備、關羽無力相救，还劝郝普不要连累百岁老母，郝普中計出降。吕蒙立即派四员将领各选一百人，等郝普出城就入城守住城门，自己抓着郝普的手一起下船说话，然后拿出孙权的书信，拊手大笑。郝普知道刘备、关羽已经在附近，羞惭悔恨万分。
後劉備與孫權達成以湘水為界協定，将零陵郡还给刘备，郝普也得以放还，然建安二十四年（219年）孫權襲殺關羽佔荊州后，郝普再度降孫權，後來在吳國擔任廷尉。学者赵一清则根据杨戏《季汉辅臣赞》将叛刘投孙的麋芳、士仁、郝普、潘濬并列，认为郝普入吴后未曾重新归刘。
黃龍二年（230年），魏明帝派青州人隱蕃詐降孫權，侍中胡綜告訴孫權此人不可重用，但孫權依舊任命隱蕃出任廷尉監。左將軍朱據、廷尉郝普稱讚隱蕃有王佐之才，郝普與隱蕃特別親善，經常抱怨隱蕃受了委屈，後來隱蕃叛變敗死，郝普受孫權責難：「你之前一直在我面前稱讚隱蕃，之後你又為了他而抱怨朝廷，全都是因為你才導致隱蕃謀反。」因此郝普最終自殺。
四川有「諸葛雙忠祠」紀念蜀漢末年在綿竹關戰死的諸葛瞻及其子諸葛尚，為四川重要蜀漢遺址之一。祠內有「蜀漢三叛」士仁、麋芳與郝普的石雕跪像，與諸葛瞻父子形成強烈對比。